# Jardín Botánico de Plantas Medicinales Al-Maissam

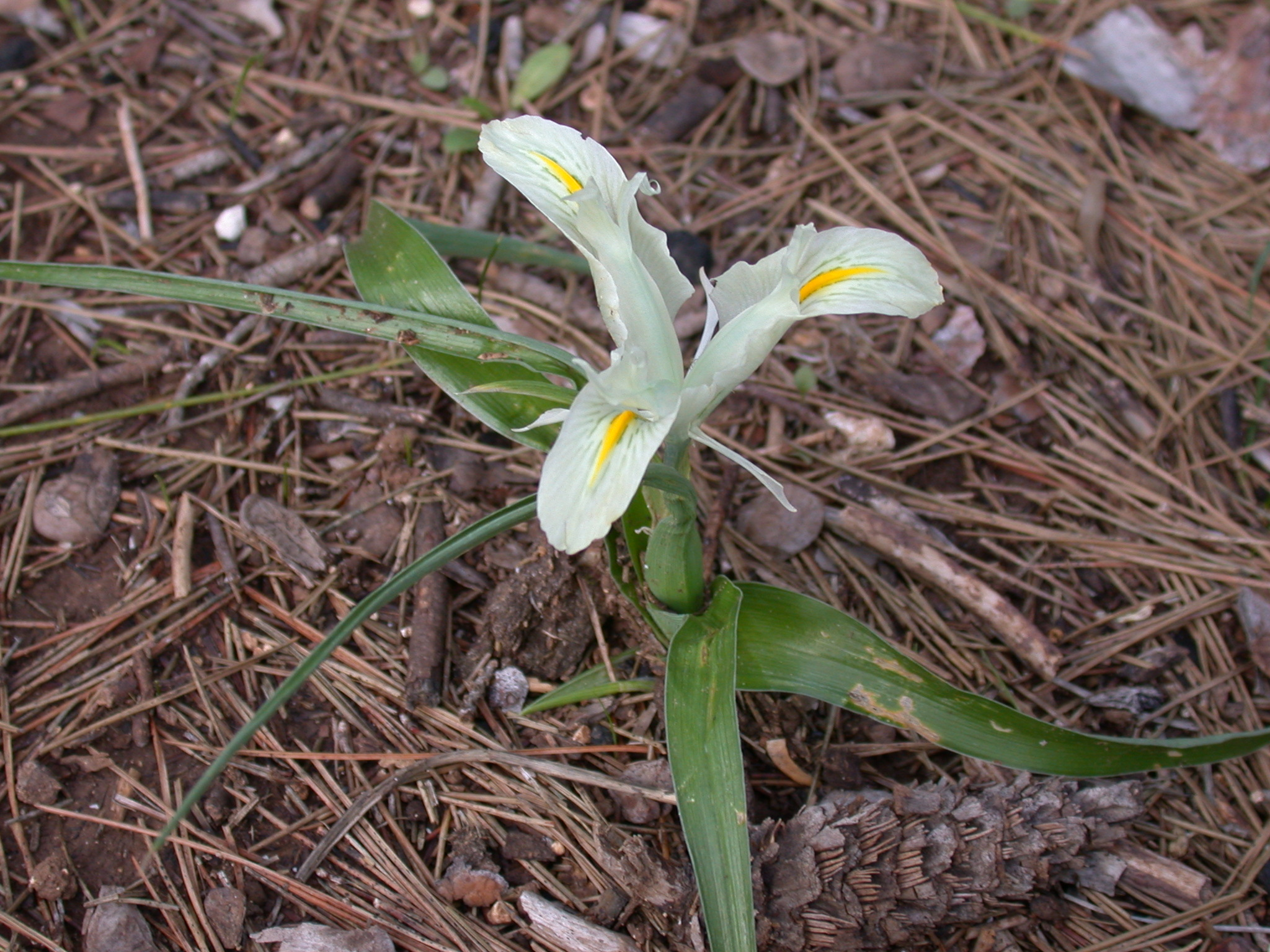
Iris palaestina planta endémica de la zona.

El Jardín Botánico de Plantas Medicinales Al-Maissam es un jardín botánico, especializado en las plantas medicinales utilizadas por los pueblos beduinos árabes palestinos del desierto del Negev en Israel. 

## Historia
“Al-Maissam” es un centro de plantas medicinales para la investigación y educación establecido en 1998 por la Sociedad de la Galilea, con el objeto de preservar la rica herencia y experiencia árabe palestina en la medicina indígena y folklórica.
Se trata del primer jardín botánico y centro de plantas medicinales tradicionales en el Oriente Medio cuyo objetivo es suministrar a la comunidad local información acerca de las plantas nativas, su preservación y utilización.
La Sociedad de la Galilea es una ONG establecida por cuatro profesionales de la salud en 1981 cuyo objetivo es el de luchar por la mejora de las condiciones de salud y las condiciones socioeconómicas de la minoría árabe en Israel, por medio de la investigación y la educación.

## Colecciones
En el jardín botánico se albergan más de 300 especies de hierbas medicinales autóctonas, que incluyen algunas que estaban al borde de la extinción. 
Todas estas especies se cultivan hoy en un vivero de 1000 metros cuadrados, utilizando métodos de agricultura ecológica.

## Actividades
"Al-Maissam" se centra en las actividades educacionales, la investigación y el turismo ecológico y cuenta con:
- Laboratorios,
- Jardín botánico,
- Peceras con peces y algas,
- Pajarera para aves domésticas y silvestres
- Colmena de abejas.

Numerosos alumnos de escuelas secundarias árabes y judías visitan el centro cada año y participan de diversos talleres y cursos.
Los estudios efectuados en las plantas del jardín botánico a lo largo de los años han sido rentabilizados por la industria farmacéutica.